# Lew Natanowitsch Lunz

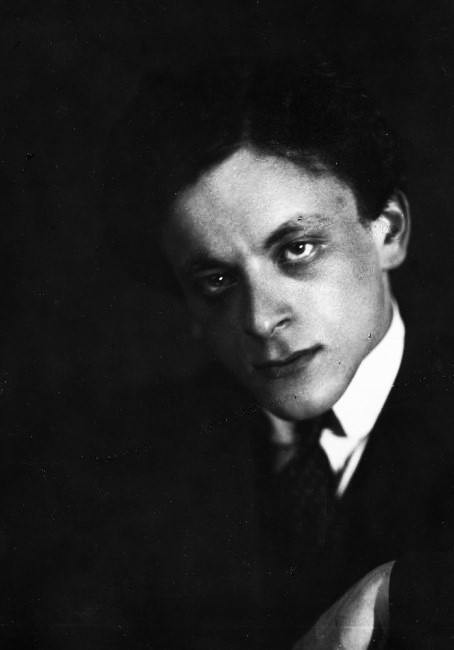
Lew Natanowitsch Lunz

Lew Natanowitsch Lunz, auch Lev Lunc, (russisch Лев Натанович Лунц; * 19. Apriljul. / 2. Mai 1901greg. in St. Petersburg; † 8. Mai 1924 in Hamburg) war ein russischer Schriftsteller und Gründungsmitglied der Petrograder Serapionsbrüder.

## Leben
Lunz stammte aus einer jüdischen Familie. Sein litauischer Vater Natan Jakowlewitsch Lunz (1871–1934) hatte an der Universität Dorpat studiert, war Apotheker und handelte mit optischen Geräten. Die Mutter Anna Jefimowna geborene Rabinowitsch war Konzertpianistin. Lunz besuchte das Petrograder 1. Jungengymnasium, das er 1918 nach der Oktoberrevolution mit einer Goldmedaille verließ.
Lunz begann sogleich das Studium an der historisch-philologischen Fakultät der Universität Petrograd, das er nach der Reform in der historischen Abteilung der Fakultät für Sozialwissenschaften 1922 abschloss. Er arbeitete nun wissenschaftlich am Lehrstuhl für westeuropäische Literatur. Er beherrschte Spanisch, Italienisch, Englisch, Französisch, Altfranzösisch und Althebräisch.
Lunz schrieb seit seinem 18. Lebensjahr. Er schrieb Erzählungen, Feuilletonartikel, Theaterstücke, Drehbücher und theoretische Aufsätze. Zu Lunz' Lebzeiten wurden seine Werke in der UdSSR und im Ausland veröffentlicht. 1921 gründete sich in Petrograd die Gruppe der Serapionsbrüder mit Lunz als einem der Gründungsmitglieder. Nach Lunz' sogenanntem Manifest „Warum wir Serapionsbrüder sind“. wurden allerdings Lunz' Werke nicht mehr gedruckt.
1923 traten die ersten Anzeichen einer Herzkrankheit auf. Mit einem Stipendium für eine Studienreise nach Spanien reiste er zur Heilbehandlung nach Deutschland, wo seine emigrierten Eltern lebten. Nach Monaten in einem süddeutschen Sanatorium starb er in Hamburg im Eppendorfer Krankenhaus an einer Gehirnkrankheit. Nachrufe verfassten Nina Nikolajewna Berberowa, Juri Nikolajewitsch Tynjanow, Maxim Gorki, Konstantin Alexandrowitsch Fedin und Michail Leonidowitsch Slonimski.
In den 1930er Jahren waren Lunz' Werke in der UdSSR vergessen. 1932 wurde Lunz in der elfbändigen Literaturenzyklopädie  als militanter bürgerlicher Individualist und typischer Vertreter der vorrevolutionären liberalen bürgerlichen Intelligenz bezeichnet. Bücher über Lunz erschienen in Serbien und Polen. 1946 nahm Andrei Alexandrowitsch Schdanow Lunz' Aufsatz „Warum wir Serapionsbrüder sind“ zum Anlass, Michail Michailowitsch Soschtschenko und die Serapionsbrüder als antisowjetisch zu verurteilen. Walentin Petrowitsch Katajew erwähnte in seinem 1978 erschienenen Roman Meine Diamantenkrone Lunz' komische Geschichte von einer bürgerlichen Familie, die mit ihren Brillanten in der Kleiderbürste vor der Sowjetmacht ins Ausland floh.

## Werkausgabe
- Wolfgang Schriek (Hrsg.): Lew Lunz: Aufruhr. Prosa und publizistische Arbeiten. Lew Lunz: Gesammelte Werke. Bd. 1. Frank & Timme, Berlin 2024.